# Seaton and Beer

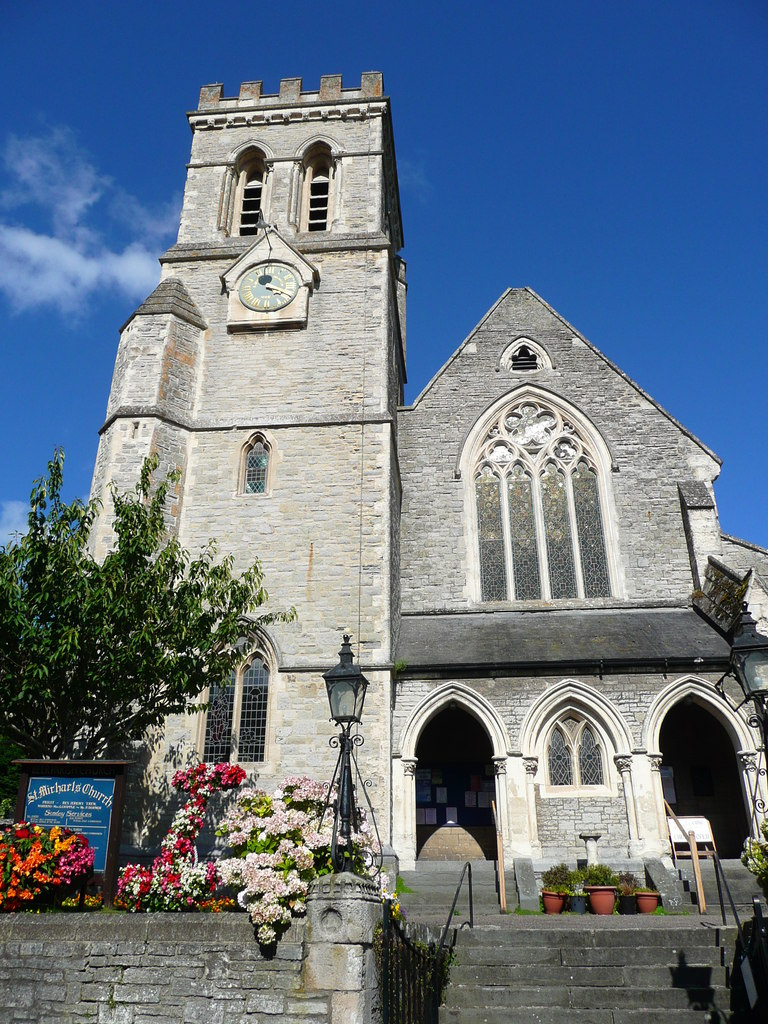
Beer

Seaton and Beer var en civil parish fram till 1894 när blev den en del av Seaton och Beer, i grevskapet Devon, i England. Civil parish var belägen 13 km från Honiton och hade 2 339 invånare år 1891.